# Nobody Knows (Tony Rich)
Nobody Knows è un singolo del cantante statunitense Tony Rich, pubblicato il 14 gennaio 1996 come primo estratto dal primo album in studio Words.

## Cover
Vari artisti hanno eseguito cover di questa canzone tra cui Kevin Sharp che l'ha inserita nel suo album Measure of a Man.